# 有島通男
有島 通男（ありしま みちお、1911年〈明治44年〉1月18日 - 1955年〈昭和30年〉）は昭和期の歌手。本名赤尾松三。

## 経歴
石川県金沢市出身。金沢第二中学校を経て1934年（昭和9年）東洋音楽学校卒業。
1934年（昭和9年）9月テイチクレコードからデビュー。「春まだ浅く」、「酒の中から」などのヒットで知られる。1936年（昭和11年）10月にコロナレコードの創設に参加。レコーディング数は多かったものの、コロナの倒産により、翌1937年（昭和12年）7月親会社のポリドール・レコードに移籍。「蒙古旅愁」など数曲が発売されるが、1940年（昭和15年）2月にタイヘイレコードに移籍。1942年（昭和17年）にタイヘイがキングに買収された後は、古巣テイチクに戻り、終戦直前まで「子宝ぶし」などがリリースされている。
別名にショーチクレコード吹込時に使用していた「立花照也」がある。
戦後は地元金沢に帰り、歌謡教室を開いていた。1955年（昭和30年）に死去。